# Griffith Buck
Pour les articles homonymes, voir Buck.
Griffith Buck (1915 - 28 mars 1991) est un professeur américain d'horticulture et obtenteur de roses : environ 80, toutes capables de résister au froid et ne nécessitant aucun traitement par pesticides ou fongicides.

## Biographie
Déjà, étudiant à Rockford, dans l'Illinois, il correspondait avec le rosiériste espagnol Pedro Dot.
Il servit pendant la Seconde Guerre mondiale dans l'US Army, puis revint à l'université de l'Iowa où il obtint en 1948, 1949 et 1953 des diplômes d'horticulture et de microbiologie, puis il devint professeur.
Ses recherches partaient de la constatation que les roses sauvages résistent au froid et aux maladies, mais ont une palette de couleurs limitée et ne fleurissent que peu de temps, alors que les hybrides de thé, qui fleurissent longtemps, sont sujets à des maladies et peu résistants au froid.

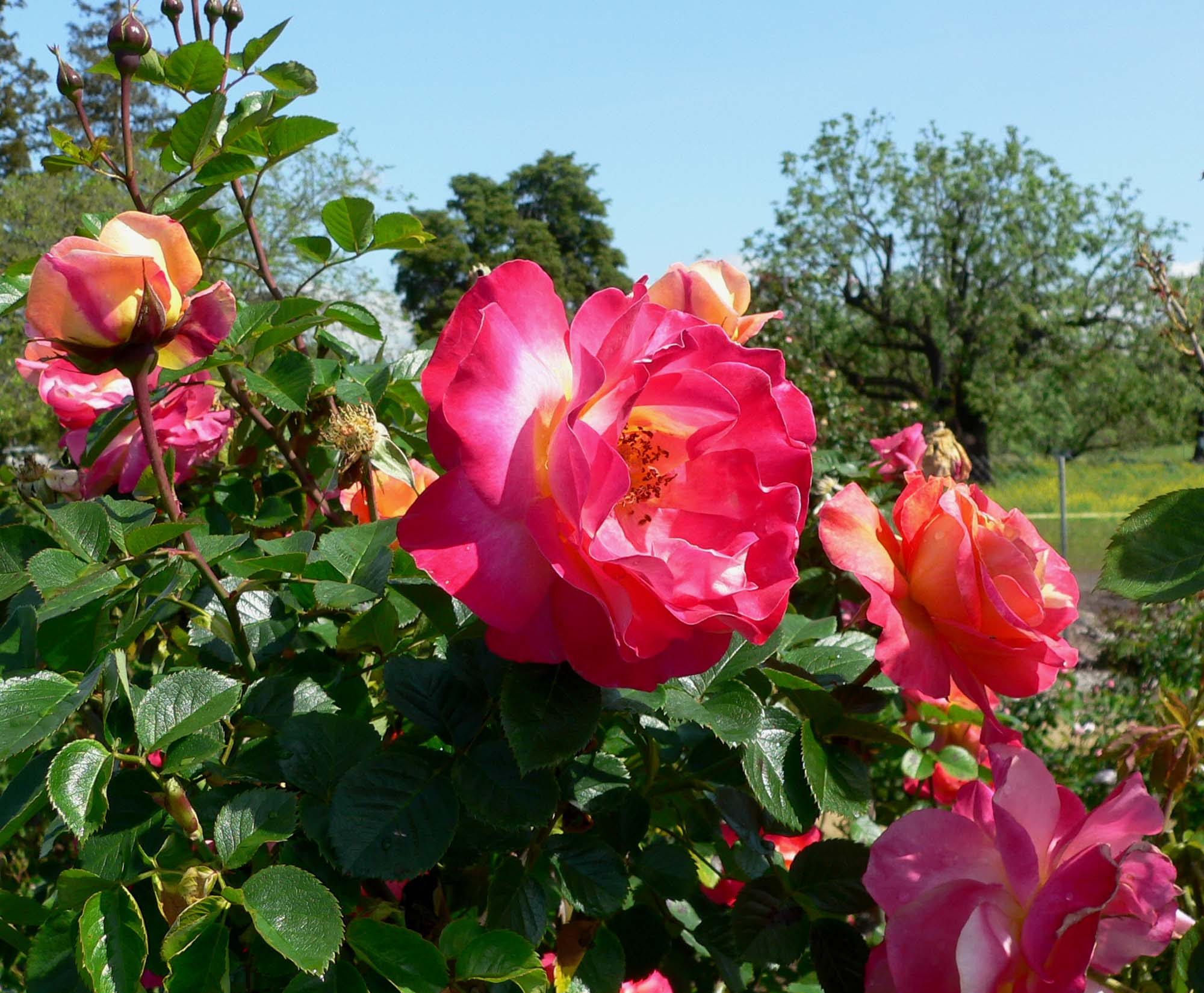
Roses 'Honeysweet', 1984

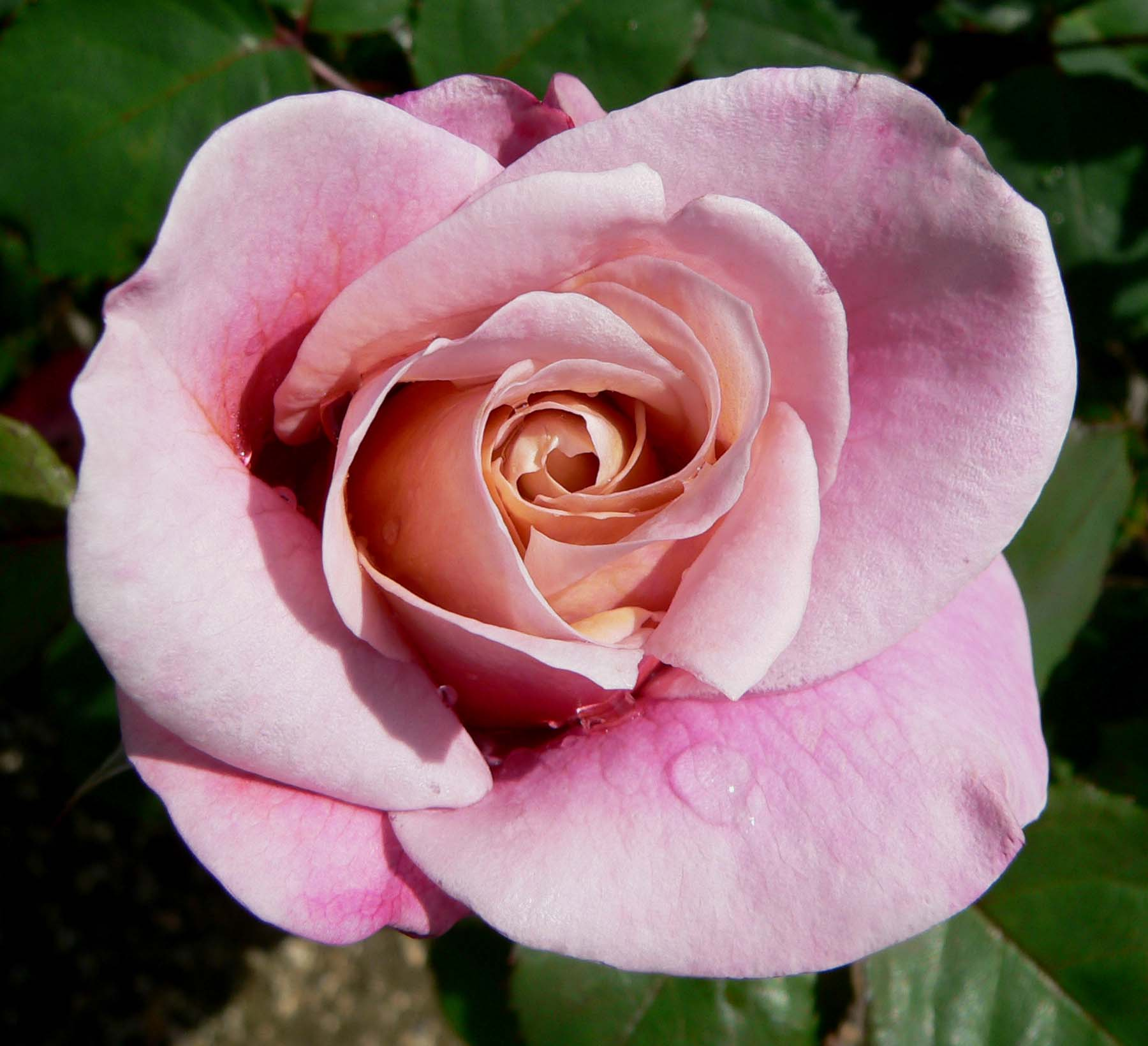
Rose 'Distant Drums', 1984

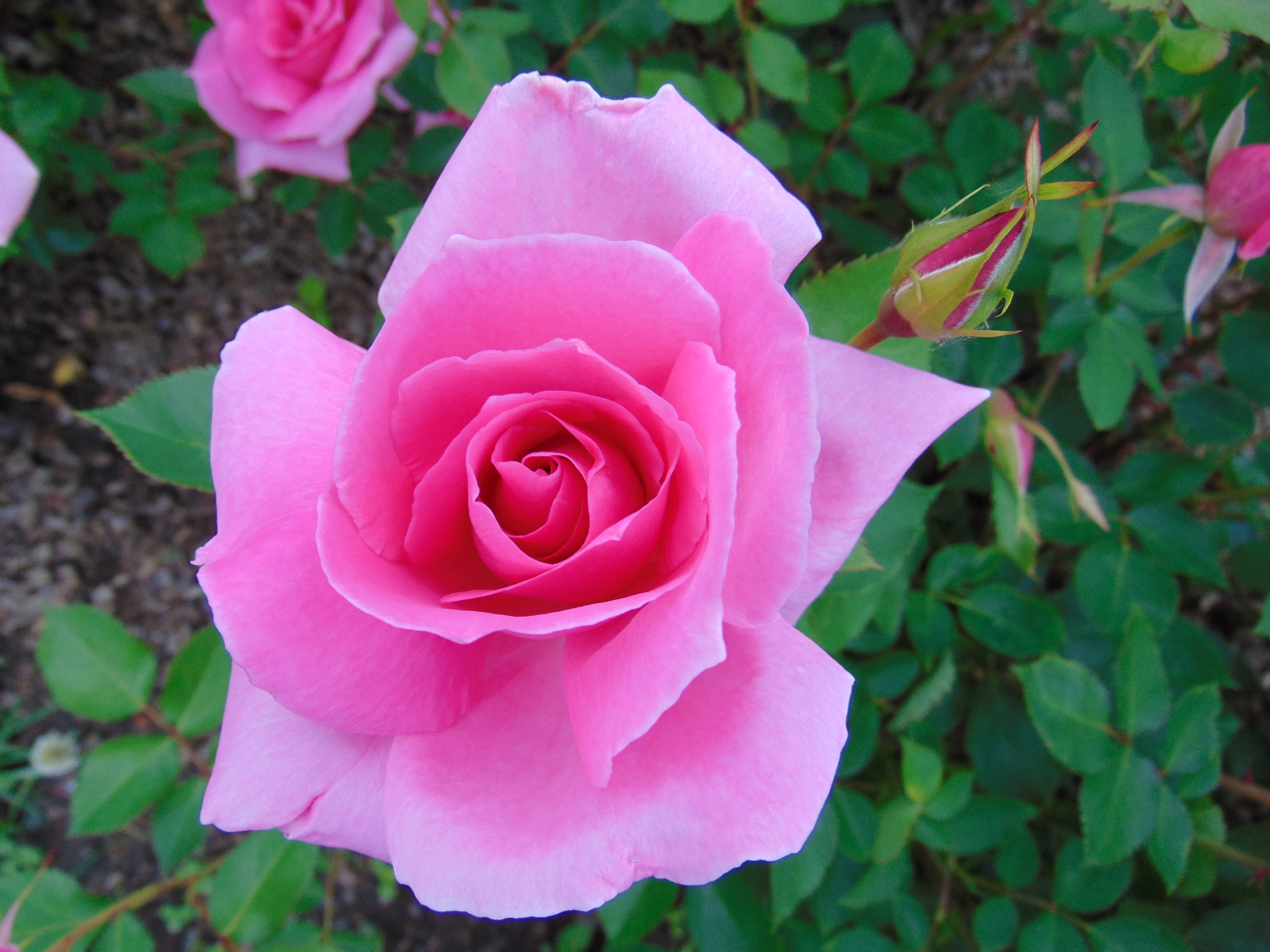
Rose 'Carefree Beauty', 1977

Au bout d'un programme (qu'il a décrit en 1985) d'hybridations de roses thé et d'hybrides de thé avec Rosa laxa 'Semipalatinsk' originaire de Sibérie, il obtint des hybrides combinant les caractères suivants : longue floraison et résistance au froid et aux maladies.
Il donnait à ses créations des noms champêtres comme 'Barn Dance', 'Applejack' et 'Prairie Sunrise', des noms d'amis, ainsi que ceux de  'Spanish Rhapsody' ou 'Sevilliana' en l'honneur de sa collaboration avec Pedro Dot.
Ces roses étaient uniquement commercialisées depuis l'université.
'Carefree Beauty' fut primée (première rose à recevoir le Texas A&M's EarthKind) et cette rose est présente au jardin botanique de  Montréal, aux Longwood Gardens de Pennsylvanie, au jardin botanique de Chicago et au jardin botanique national australien.
En 1997, l'American Rose Society institua le prix annuel du Griffith Buck Memorial Rose.